# Benvinda Marques Matias
Benvinda Marques Matias (Monte Frio, Arganil, 15 de fevereiro de 1906 — Alfeizerão, 23 de setembro de 2017) foi uma supercentenária portuguesa que atualmente não foi verificada pelo Gerontology Research Group.   

## Biografia
Benvinda Marques nasceu em 15 de fevereiro de 1906 na vila de Monte Frio, concelho de Arganil, Coimbra, Portugal, filha de Álvaro Marques e Maria dos Anjos. Ela teve 10 irmãos. Ambos os pais faleceram em 1954. Em outubro de 1930, casou-se com Luis Gonçalves Matias em Folques. Mudaram-se para Lisboa em busca de uma vida melhor. No entanto, ficou viúva aos 35 anos e com uma criança pequena para cuidar.
Ela passou oito anos em Maputo (então Lourenço Marques), Moçambique, com seu filho, nora e os dois netos. Embora sempre se tenha mostrado capaz e lúcida, uma fratura no fémur retirou-lhe as capacidades de locomoção. Em 2005, mudou-se para a Casa da Misericórdia de Alfeizerão, no distrito de Leiria, Portugal. O seu único filho faleceu em 2011.
Em vida ela teve dois netos, quatro bisnetos e uma trisneta.
Benvinda faleceu em 23 de setembro de 2017 aos 111 anos e 220 dias em Alfeizerão, Distrito de Leiria, em Portugal.